# Аконија (Катанцаро)
Аконија (итал. Acconia) је насеље у Италији у округу Катанцаро, региону Калабрија.
Према процени из 2011. у насељу је живело 1906 становника. Насеље се налази на надморској висини од 42 м.